# Pollastre Kíiv
Pollastre Kíiv, o només Kíiv (ucraïnès: котлета по-київськи, kotleta po-kyivsky, rus: котлета по-киевски, kotleta po-kiyevski. Literalment "xulla a l'estil de Kíiv"), és un plat fet amb filet de pollastre colpejat i enrotllat al voltant de mantega freda, després passat per ou batut i empanat, llavors es cuina fregit o al forn. En general, el plat de pit de pollastre farcit també es coneix a la cuina ucraïnesa i russa com a côtelette de volaille. Atès que els filets se solen anomenar suprêmes a la cuina professional, el plat també es diu suprême de volaille à la Kiiv. Tot i que el seu origen és qüestió de disputes, el plat és particularment popular als estats postsoviètics, així com a diversos altres països de l'antic bloc oriental, i al món anglosaxó.

## Història
La història d'aquest plat no està ben documentada i diverses fonts fan afirmacions controvertides sobre el seu origen. Des del segle xviii els xefs russos han adoptat moltes tècniques de l'alta cuina francesa i les han combinades amb la tradició culinària local. L'adopció va ser promoguda pels cuiners francesos, com Marie-Antoine Carême i Urbain Dubois, que van ser contractats per la noblesa russa. En particular, l'ús de talls de carn de qualitat, com ara costelles, filets, escalopes i supremes, es va generalitzar al segle XIX i es van desenvolupar a Rússia diversos plats originals amb aquests components.

### Côtelette de volaille

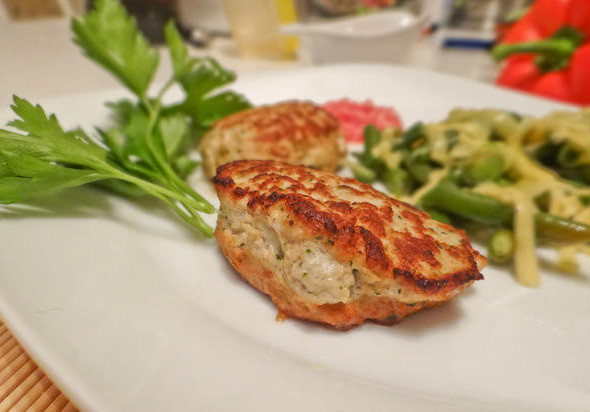
Costelles de pollastre picades russes comuns

El terme francès de volaille significa literalment "d'au" i denota gairebé exclusivament plats de pollastre als llibres de cuina francesos. El nom côtelette de volaille significa així simplement "pit de pollastre". Malgrat el nom francès original, la recepta russa és desconeguda a la cuina francesa, on el terme côtelette de volaille fa referència als pits de pollastre en general i s'utilitza quasi com a sinònim de filet de pollastre o suprême. El terme francès també denota un pollastre en forma de costella-picada empanada. El terme rus general per a pit de pollastre, kurinaya kotleta (куриная котлета), es refereix principalment als pits picats, mentre que kotleta de-voliay (en rus) s'aplica exclusivament al plat de pits de pollastre farcits. Aquest últim nom apareix a la literatura russa pre i postrevolucionària (en llibres de cuina i en ficció) des de principis del segle XX i se sol mencionar com un plat de restaurant habitual.
La recepta del clàssic llibre de cuina russa The Practical Fundamentals of the Cookery Art de Pelageya Alexandrova-Ignatieva (que va tenir onze edicions entre 1899 i 1916) inclou un farcit complex similar a quenelle (una barreja de carn picada, en aquest cas les restes de la carn del pollastre i nata) però amb mantega. També assenyala que "els pits de volaille estan fets de filets de pollastre sencers, com els pits de carn de caça a la Maréchale ". La recepta va precedida d'una de similar per als "pits de grèvol comú à la Maréchale " amb farcit de quenelle i tòfona. Un altre llibre de cuina rus publicat al mateix temps, ofereix receptes bàsicament idèntiques per a la côtelette de volaille i la côtelette à la Maréchale, i assenyala que l'única diferència entre aquestes és que les primeres són de pollastre i les segones de carn de caça, com ara grèvol comú, gall de cua forcada, etc.
El terme à la Maréchale ("estil mariscal ") indica a la cuina francesa trossos de carn tendres, com xulles, escalopes, lletons de vedella o pits de pollastre, que són tractats à l'anglaise ("a l'estil anglès"), és a dir, recoberts amb ous i pa ratllat, i saltejats. Nombroses receptes d'aquests plats, alguns d'aquests amb farcits, es descriuen tant als llibres de cuina occidentals com als russos del segle XIX. Entre les versions farcides, es troba una recepta per a un "filet d'au a la Maréchale " farcit de tòfones i herbes a L'art de la cuina francesa del segle XIX (1847) de Marie-Antoine Carême, i un filet similar de poulets à la Maréchale amb farcit i herbes a La cuisine classique (1868) d'Urbain Dubois . El regal d'Elena Molokhovets a les joves mestresses de casa, el llibre de cuina rus amb més èxit del segle XIX, inclou des de la seua primera edició el 1861 una elaborada recepta de "gallet à la maréchale" farcit de salsa Madeira, xampinyons i tòfones.

### Pits de Pozharsky

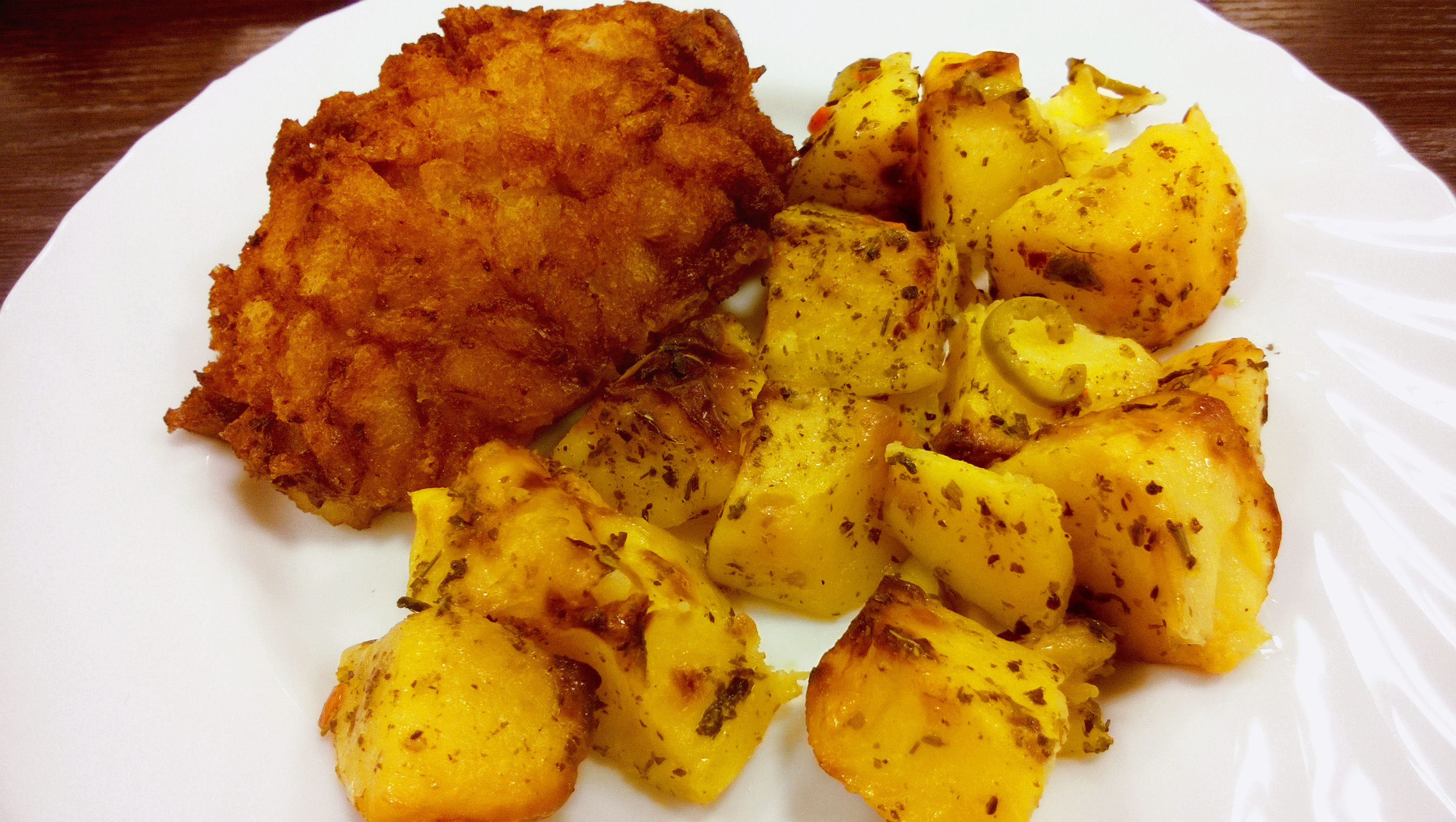
Un pit de Pozharsky acompanyat de creïlles saltejades

La principal diferència entre l'antiga côtelette de volaille i el modern pit de pollastre a l'estil de Kíiv és que els farcits elaborats dels primers són substituïts per mantega. L'ús de mantega per als pits de pollastre es coneix a la cuina russa almenys des de la invenció del pollastre Pozharsky a la primera meitat del segle XIX. Els pits de Pozharsky són hamburgueses de pollastre molt arrebossades per les quals s'afegeix mantega a la carn picada. Això es tradueix en una consistència especialment sucosa i tendra. El plat era una invenció àmpliament valorada de la cuina russa del segle XIX, que també va ser adoptada per l'alta cuina francesa i, posteriorment, per la cuina internacional.
Tot i que les arrels del pollastre Kíiv es poden remuntar, doncs, a l'alta cuina francesa i a la cuina russa del segle XIX, l'origen de la recepta particular coneguda avui com pollastre Kíiv continua sent discutit.

### Atribucions individuals
El llibre de cuina Russian Tea Room assenyala que el pollastre Kíiv era "molt probablement... una creació del gran xef francès Carême a la cort d'Alexandre I ". Marie-Antoine Carême va passar uns quants mesos de l'any 1818 a Sant Petersburg, però va tenir un profund impacte en la cuina russa en aquest curt període. Les reformes dutes a terme pels seus seguidors van introduir en particular diversos talls de carn a la cuina russa. La recepta de la côtelette de volaille russa no està present en l'obra principal de Carême esmentada anteriorment, però el seu "filet d'aus a la Maréchale" podria haver servit de punt de partida per al desenvolupament posterior d'aquests plats.
Algunes fonts russes atribueixen la creació d'aquest plat (o del seu precursor) a Nicolas Appert, pastisser i xef francès, més conegut com l'inventor de la conservació hermètica dels aliments. En canvi, les fonts biogràfiques habituals d'Appert no esmenten aquest plat i l'origen d'aquestes afirmacions no és gens clar.

### El nou pit de Mikhailovsky
L'historiador rus de l'alimentació William Pokhlyobkin va afirmar que el pollastre Kíev va ser inventat el 1912 com a Novo-Mikhailovskaya kotleta al Club de Comerciants de Sant Petersburg situat a prop del palau Mikhailovsky, i que el 1947 es va canviar el nom de kotleta po-kiyevski per un restaurant soviètic. No obstant això, aquestes afirmacions xoquen amb fonts primàries. El llibre de cuina d'Alexandrova-Ignatieva (incloses les edicions anteriors i posteriors a 1912) descriu de fet els pits Novo-Mikhailovsky i esmenta que van ser inventades al club proper al palau Mikhailovsky. Tanmateix, a la recepta proporcionada, aquests pits estan fets de carn picada de manera similar al pit de Pozharsky, amb l'única diferència en la carn picada per un estovador fins que queda picada. Això permet eliminar els tendons de la carn i es tradueix en una consistència més tendra de la carn picada que després de l'ús d'un molinet. L'autor també remarca que no només els pits, sinó també altres parts de pollastre es poden preparar d'aquesta manera i afegir-los a la barreja de carn i mantega.
La segona afirmació de la versió de Pokhlyobkin està invalidada, ja que les referències de pollastre Kíiv van aparèixer en fonts publicades molt abans, des de la dècada de 1910.

### Pollastre Kíiv modern

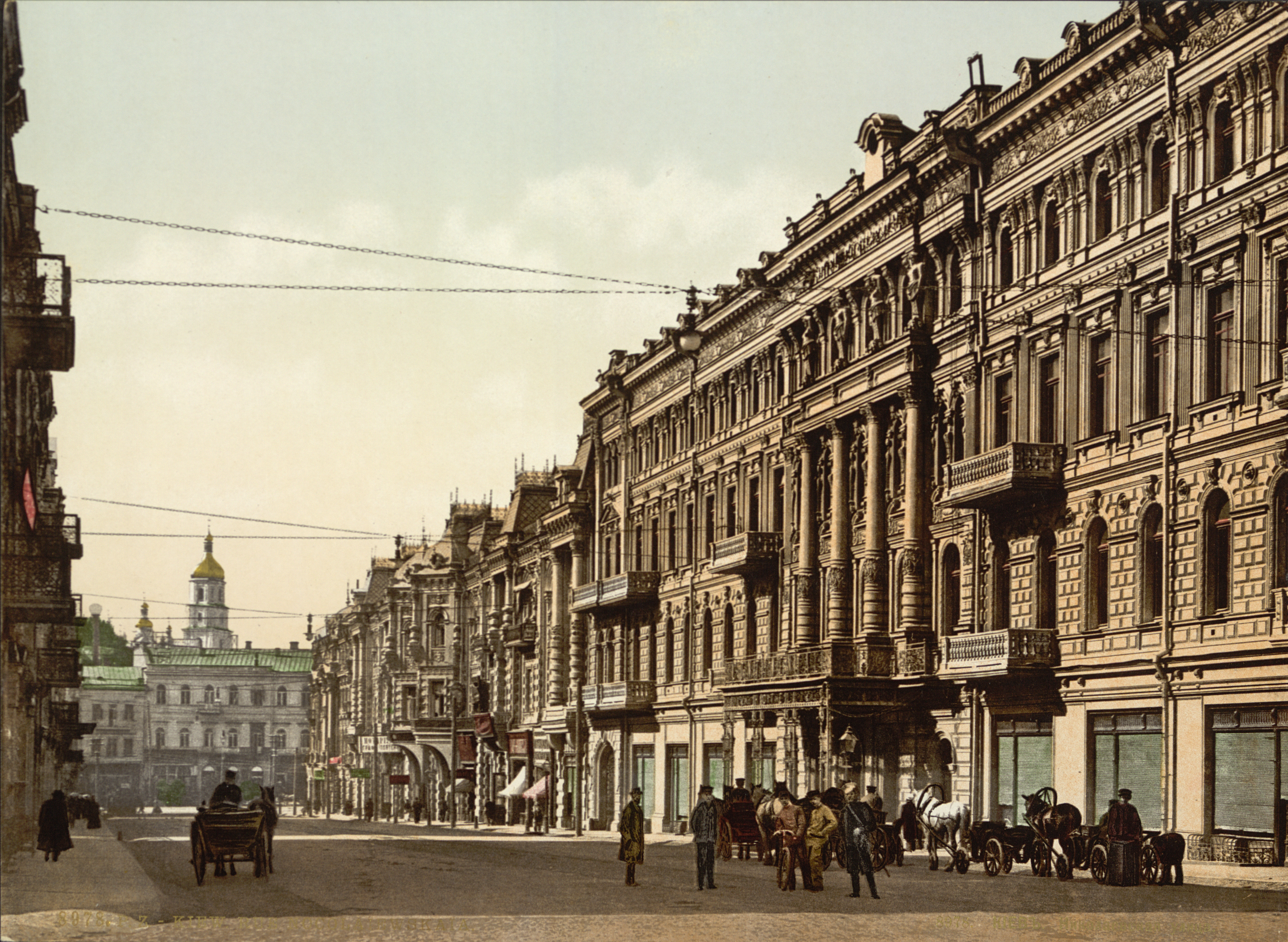
Hotel continental a Kíev, principis del segle XX

La tradició oral a Kíiv atribueix la invenció del "pit de volaille a l'estil de Kíiv" (kotleta de-volyay po-kievski) al restaurant de l'hotel Continental a Kíiv a principis del segle XX. Un hotel de luxe construït el 1897 al centre de Kíiv, va ser executat fins a la invasió alemanya nazi a la Unió Soviètica el 1941. L'edifici va ser explotat per l'exèrcit roig en retirada i va explotar quan l'exèrcit alemany (Wehrmacht) va ocupar Kyiv al setembre de 1941. Després de la guerra, l'edifici va ser reconstruït i des de llavors ha estat utilitzat pel Conservatori de Kyiv. Segons les memòries dels contemporanis, el pollastre Kíiv era el plat principal del restaurant de l'hotel.

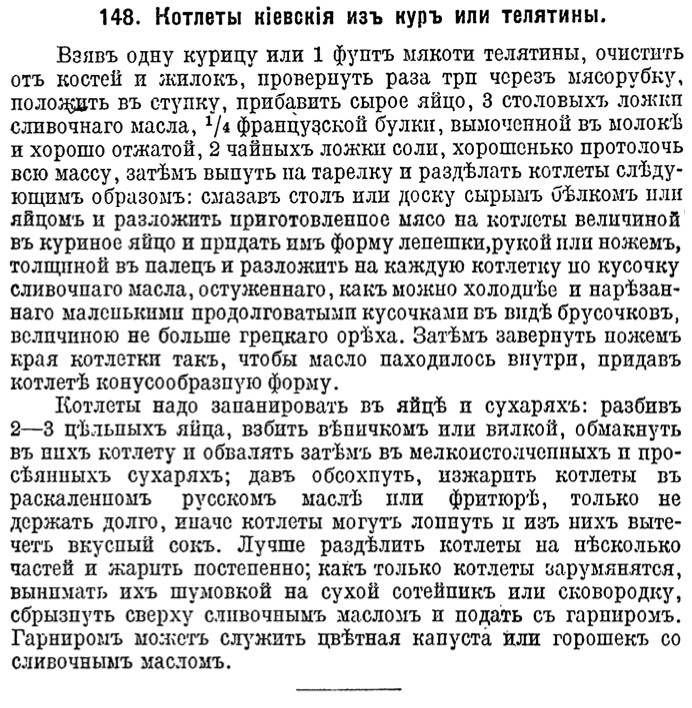
Recepta de "pits de Kíev de pollastre o vedella". Cookies Digest, 1915

Una referència primerenca de "pits de pollastre o xulla de vedella de Kíiv" es troba al Cookery Digest (1915), una col·lecció de receptes que es van publicar a Moscou a la revista per a mestresses de casa el 1913-1914. Es tractava de pits de carn picada similars a les de Pozharsky, però en forma de croqueta amb una barra de mantega freda col·locada al centre. Com el pollastre modern Kíiv, les croquetes es cobrien d'ous i pa ratllat i es fregien.
Més tard, els "pits de pollastre a l'estil de Kíiv" es van incloure a Repartiments de sopars, plats separats i altres productes de restauració pública (1928) que servien de referència estàndard per als establiments de restauració soviètics. El llibre també incloïa altres articles per a pits de pollastre, com ara "pits de volaille " i "pit a la Maréchale ". El llibre exigia canviar el nom de molts plats tradicionals de restaurants per substituir els noms "burgesos" (principalment a l'estil francès) per formes simples "proletàries". En particular, el "pit a l'estil de Kíiv" es va haver de canviar el nom per "pit de pollastre farcit de mantega". Aquest programa no es va realitzar immediatament (almenys no del tot), i el seu successor, El directori de repartiments per a la restauració (1940), publicat pel Ministeri soviètic de la indústria alimentària, encara incloïa els noms tradicionals. En les publicacions post-Segona Guerra Mundial d'aquest directori i en altres llibres de cuina soviètica, com ara Cookery (1955), es va conservar el nom “a l'estil de Kíiv”, però els termes de volaille i à la Maréchale es van deixar de banda a favor de noms com "pit de pollastre farcit de salsa de llet", "pit de pollastre farcit de fetge" i "pit de pollastre farcit de quenelle de pollastre i bolets". In post-World War II publications of this directory and in other Soviet cookery books, such as Cookery (1955), the "Kiiv-style" name was retained, but the terms de volaille and à la Maréchale were indeed dropped in favour of simple names such as "chicken cutlet stuffed with milk sauce", "chicken cutlet stuffed with liver" and "chicken cutlet stuffed with chicken quenelle and mushrooms". Com a resultat d'aquesta política, els noms de volaille i à la Maréchale van desaparèixer dels menús dels restaurants soviètics.
El nom del "antic" "pit de volaille a l'estil de Kíiv" s'esmentava ocasionalment en alguns llibres de ficció soviètics de la Segona Guerra Mundial. En particular, en un relat curt No està escrit en un llibre de cuina (1947) de Yevgeny Vorobyov, un soldat soviètic i un antic xef d'un hotel noble de Moscou explica al seu company d'armes que "els pits de volaille es fan per a dos gustos. Hi ha pits de volaille a l'estil de Kíiv i pits de volaille jardiniere (a la jardinera)."

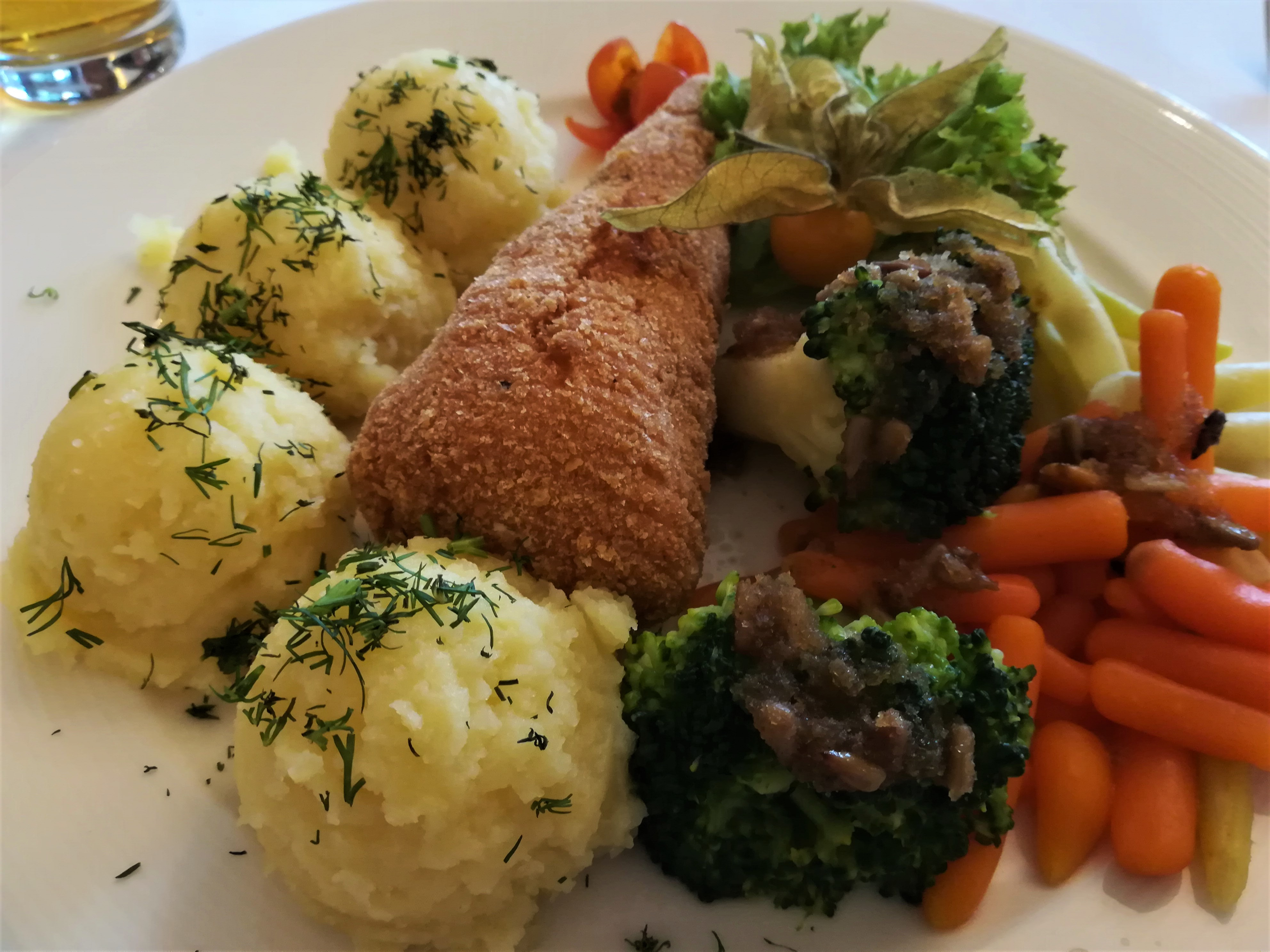
Kotlet de volaille a Polònia

El plat també es feia a Polònia, ja que els seus territoris orientals van passar a formar part de l'Imperi rus després de les particions. El nom de kotlet de volaille s'utilitza fins avui per al pollastre Kíiv a Polònia. El nom sovint es polonitzava com a dewolaj (dewolaje per al plural).
Les mencions de pollastre Kíiv també es troben als diaris nord-americans a partir de 1937. Els informes descriuen el restaurant d'estil rus Yar a Chicago que serveix aquest plat. El restaurant va existir fins al 1951 i estava dirigit per Vladimir Yaschenko, un antic coronel de l'exèrcit imperial rus. Va rebre el nom del famós restaurant de Moscou homònim i era freqüentat per famosos d'aquella època. Després de la Segona Guerra Mundial, els diaris nord-americans van esmentar que el pollastre Kíiv servia als restaurants de Nova York. Recipes for a "chicken cutlet à la Kiiv" were published in The New York Times in 1946 Les receptes d'un "pit de pollastre a la Kíiv" es van publicar al The New York Times el 1946 i a la revista Gourmet el 1948.
Des de finals de la dècada de 1940 o principis de la dècada de 1950, el pollastre Kíiv es va convertir en una tarifa estàndard als restaurants de classe alta soviètics, en particular a la cadena hotelera Intourist que serveix turistes estrangers. Els fullets turístics advertien els comensals del perill que presentava per a la roba. Al mateix temps, la popularitat d'aquest plat va créixer als EUA. Segons Darra Goldstein, el pollastre Kíiv es va convertir en "un símbol de l'alta cuina russa".

## Variants

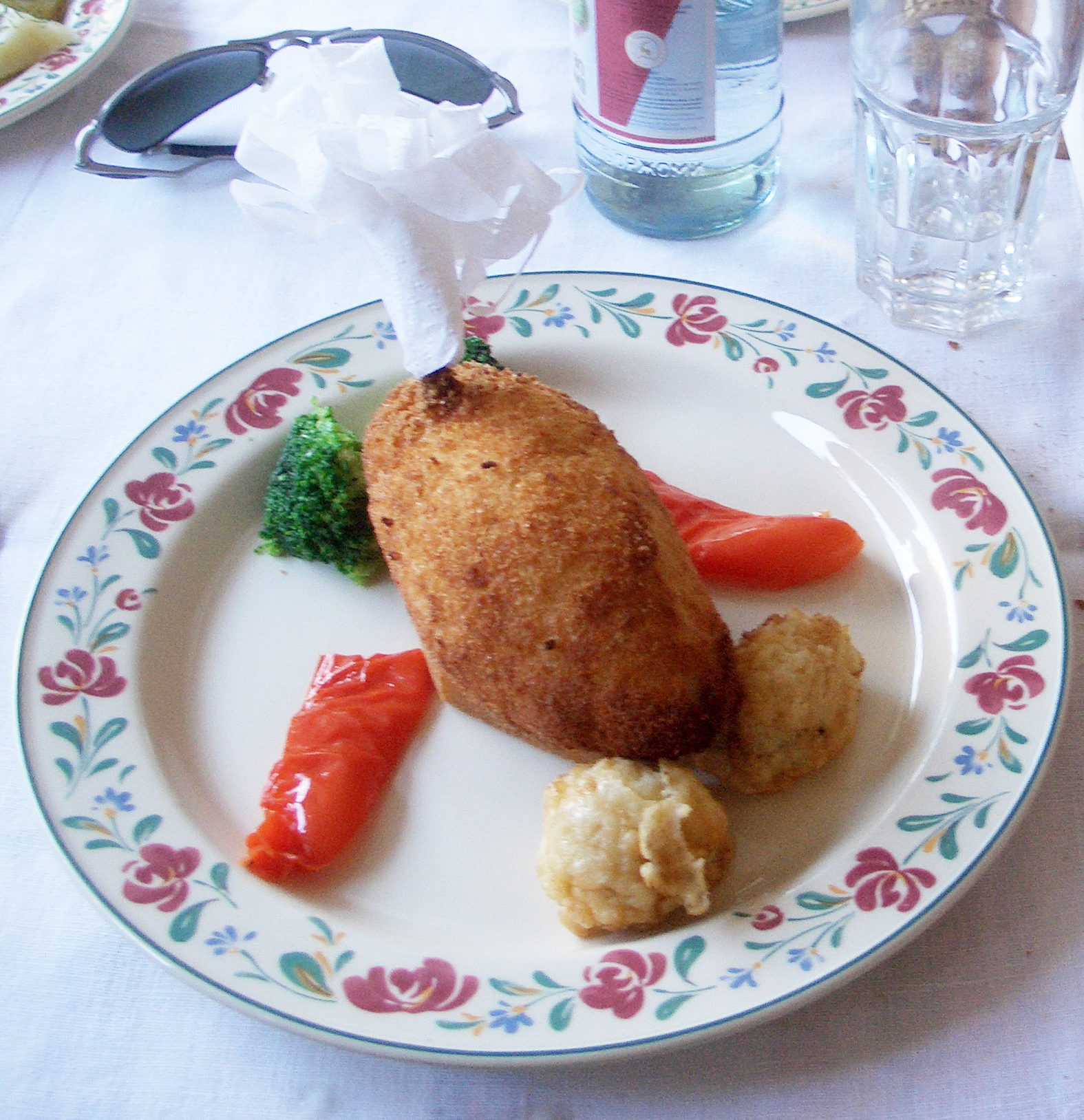
Pollastre Kíiv en un plat guarnit amb verdures. S'adjunta la carn i es cobreix l'húmer amb un tovalló de paper frillat. Versió clàssica amb os retingut, tal com es serveix a Kíiv

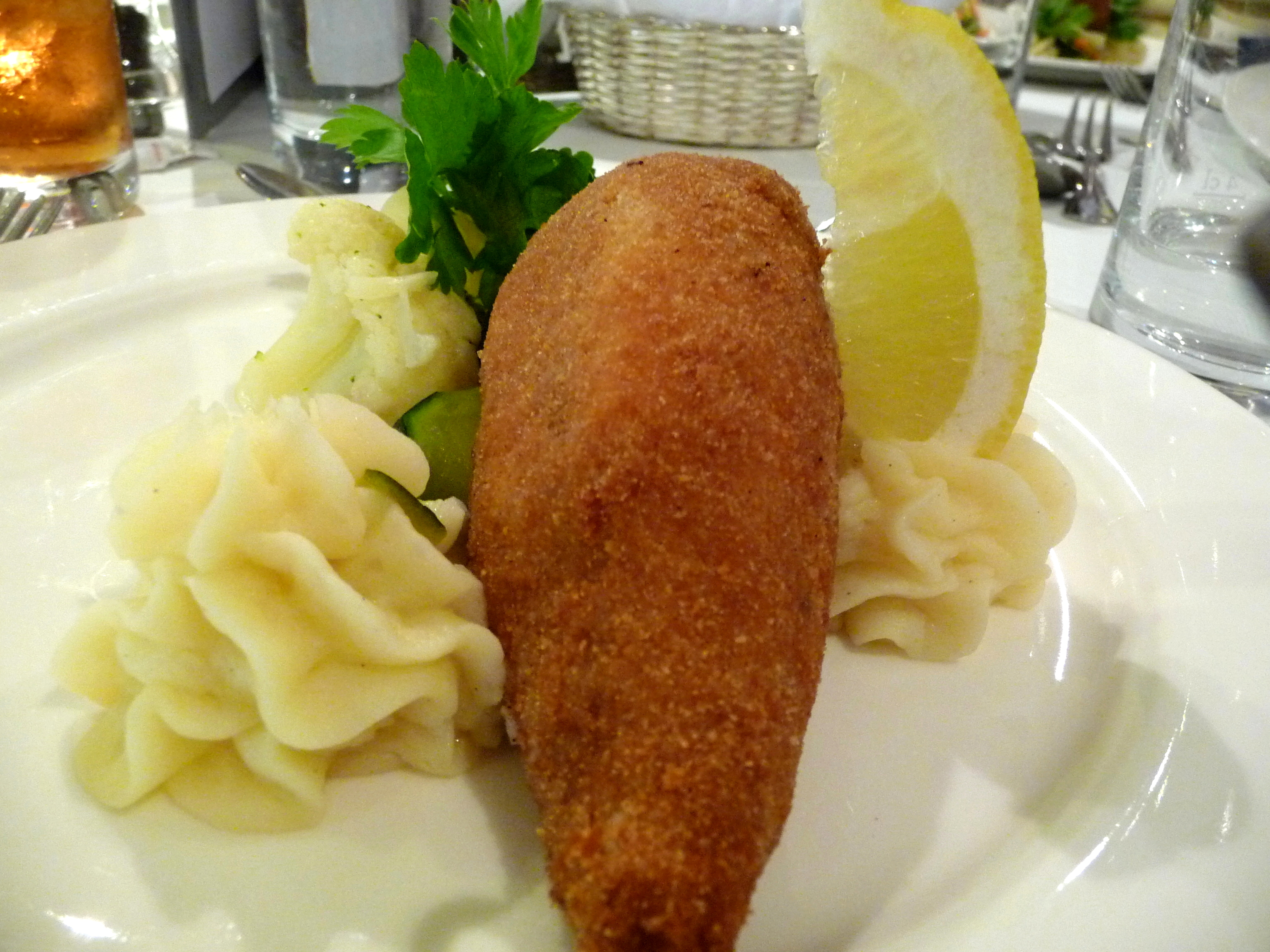
Pollastre Kíiv en un plat servit amb puré de creïlla i una falca de llimona (versió desossada)

El pollastre Kíiv es fa a partir d'un pit desossat i pelat que es talla longitudinalment, es pica i es farceix de mantega. Les receptes occidentals solen emprar mantega d'all, mentre que a les russes s'utilitza mantega normal. Es poden afegir herbes (julivert i anet) a la mantega. En algunes receptes estatunidenc la mantega se substitueix per formatge blau. Una variació habitual a Polònia inclou que el pollastre es farceix amb un farcit de bolets blancs, carn i formatge o només de formatge en lloc de mantega.
En la preparació clàssica de les côtelettes de volaille franceses, l'os de l'húmer de l'ala queda unit. Això també val per a les versions russes i en particular per al pollastre Kíiv. A l'hora de servir, l'os normalment es cobreix amb un tovalló de paper frillat. No obstant això, els filets de producció industrial que s'utilitzen sovint en l'actualitat i els pits se serveixen sense os. Aquesta és la forma habitual de servir pollastre Kíiv als EUA. El xef anglès Jesse Dunford Wood va desenvolupar una versió de forma esfèrica.

## Menjar còmode

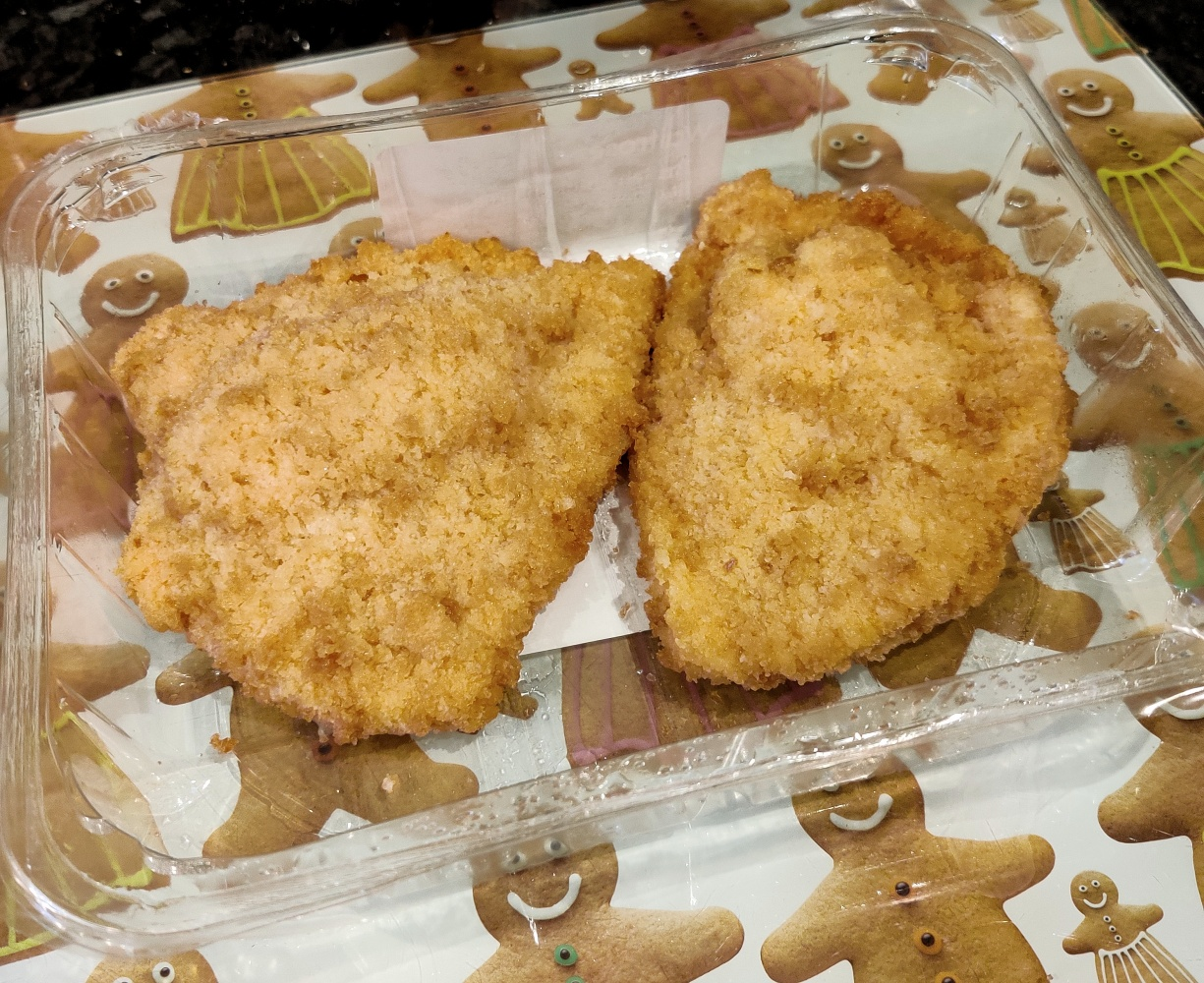
Pollastre Kíiv precuinat.

A mitjan segle xx, a l'URSS es van introduir pits de carn picada semiprocessades. Coneguts col·loquialment com a pits Mikoian (anomenats així pel polític soviètic Anastàs Mikoian), es tractava de pilotes barates en forma de costella de porc o vedella que s'assemblaven a les hamburgueses de vedella americanes produïdes industrialment. Algunes varietats portaven noms de plats de restaurants russos coneguts, però tenien poc en comú amb els plats originals. En particular, una varietat de pasta de porc es deia "pit de Kíiv". Des de finals de l'època soviètica, a Rússia s'ofereixen pit de pollastre "real" de Kíiv com a menjar preparat.
Introduït a Gran Bretanya durant el 1979, el pollastre Kíiv va ser el primer àpat preparat de la companyia Marks & Spencer. Que segueix sent popular al Regne Unit, ja que està fàcilment disponible als supermercats i se serveix en algunes cadenes de restaurants. A causa de la seua popularitat, s'inclou a la cistella d'inflació del Regne Unit, que està composta per l'Oficina d'Estadístiques Nacionals per al càlcul dels índexs d'inflació de preus al consumidor. L'àmplia popularitat del pollastre Kíiv com a menjar envasat prèviament va fer que s'aplicara el terme Kíiv a diversos plats de pollastre farcits, com ara "Kíiv de porro i cansalada" o "Kíiv de formatge i pernil" (aquest últim terme que substitueix el llibret o pollastre Cordon Bleu). Els Kíivs vegetarians es van introduir al Regne Unit a la dècada de 1990 i són aliments vegetarians populars.

## Plats similars
Entre altres plats similars al pollastre Kíiv, l'esmentat pollastre Cordon Bleu amb farciment de formatge i pernil en lloc de mantega és particularment popular a Occident. La recepta de Karađorđeva šnicla, el filet de vedella o porc empanat serbi, es va inspirar en el pollastre Kíiv.